# منى الهاشمي
منى السيد علي الهاشمي (ولدت في 1971 في البحرين) مهندسة بحرينية. تعتبر أولى امرأة تتولى منصب قيادي بشركة اتصالات في دول مجلس التعاون الخليجي. احتلت المركز العاشر في مؤشر أقوى عشر سيدات أعمال عربيات التي كشفتها مجلة فوربس الشرق الأوسط عن قائمتها السنوية لأقوى السيدات العربيات للعام 2015.

## النشأة والتعليم
حصلت على شهادة البكالوريوس في الهندسة الإلكترونية في عام 1994 ثم على درجة الماجستير في الاتصالات في عام 2000 من جامعة البحرين.

## السيرة المهنية
التحقت بالعمل في شركة بتلكو في العام 1994. بدأت مسيرتها المهنية بالشركة في دائرة الهندسة. تدرجت بشكل سريع على سلم الترقيات بالشركة من خلال العمل في مختلف أقسام الشركة واكتساب خبرات مختلفة. تولت المناصب التالية: مسئولة أولى صيانة الهاتف المحمول من 1995 إلى 1998 ثم مسئولة أولى عناية بالعملاء من 1998 إلى 2000 ثم مديرة الحسابات من 2000 إلى 2001 ثم مديرة تسويق المنتجات من 2001 إلى 2003 ثم مديرة أولى للاتصالات التسويقية من 2006 إلى 2007 ثم مديرة أولى لمنتجات الهاتف المحمول من 2007 إلى 2009.
أصبحت الرئيسة التنفيذية بالإنابة لعمليات البحرين والمديرة العامة لوحدة خدمات المستهلكين من 2009 إلى 2014. أصبحت السيدة الأولى التي تتولى منصب قيادي بشركة اتصالات في دول مجلس التعاون الخليجي. ثم الرئيسة التنفيذية للشركة من 2014 إلى 2017 ثم نائبة الرئيس التنفيذي للمجموعة من 2017 حتى الآن.
شغلت عضوية مجلس إدارة في شركة أمنية الشركة التابعة لمجموعة بتلكو في الأردن من 2013 إلى 2019. كما شغلت عضوية مؤسسة إنجاز البحرين من 2014 إلى 2018. كما تشغل عضوية مجلس أمناء المدرسة البريطانية في البحرين من 2015 وحتى الآن.
شغلت عضوية المجلس الأعلى للمرأة من 2016 وحتى 2019 ثم تم تخفيض رتبة عضويتها إلى عضوية لجنة المرأة في مجال التكنولوجيا التابعة للمجلس الأعلى للمرأة من 2020 وحتى الآن.

## الحياة الشخصية
متزوجة ولديها ثلاثة أبناء.

## جوائز وتكريم
منحت جائزة التميز في الأعمال للعام 2018 خلال منتدى قيادة الأعمال الآسيوي الذي نظم تحت رعاية نهيان بن مبارك آل نهيان عضو مجلس الوزراء ووزير التسامح في دولة الإمارات العربية المتحدة.
أحرزت الهاشمي المركز العاشر من بين 100 سيدة في قائمة فوربس للنساء الأكثر تأثير على مستوى الشرق الأوسط لعام 2015 ثم تراجعت إلى المركز الخامس عشر في عام 2018.
في 28 نوفمبر 2016 حصلت الهاشمي على جائزة سيدة أعمال العام خلال حفل توزيع جوائز مجلة أربيان بيزنس الذي أقيم بفندق أرماني دبي بدولة الإمارات العربية المتحدة.

## طالع أيضًا
- بتلكو
- المجلس الأعلى للمرأة